# Pogonomyrmex
Pogonomyrmex ist eine Gattung der Ameisen (Formicidae), und gehört zur Unterfamilie der Knotenameisen (Myrmicinae).
Man kennt etwa 60 Arten, die in Wüsten und Steppengebieten der Neuen Welt (Nord-, Mittel- und Südamerika) verbreitet sind und sich in mindestens zwei Untergattungen aufspalten lassen: Pogonomyrmex sensu stricto (G. Mayr, 1868) und Ephebomyrmex (W. M. Wheeler, 1902).
Der Name der Gattung stammt aus dem Griechischen und bezieht sich auf eine bart-ähnliche (gr. Pogon = Bart) Struktur unterhalb des Kopfes bei den meisten Vertreterinnen der Untergattung sensu stricto, der Psammophore (vgl. Bild: Pogonomyrmex barbatus). Diese Struktur fehlt den Vertreterinnen der Untergattung Ephebomyrmex, deren Name von dem griechischen Namen für einen bartlosen Jüngling (ephebos) abgeleitet wurde, und generell kleinere Individuen und Kolonien besitzt.

## Evolution
Die ersten Pogonomyrmex-Arten entstanden innerhalb der Unterfamilie Myrmicinae vermutlich vor etwa 30 Millionen Jahren in den Trockenphasen des Oligozän, als auch die ersten Gräser entstanden. Als die nächsten verwandten Gattungen gelten Myrmica und Hylomyrma.

## Ernährung
Pogonomyrmex-Arten ernähren sich von gelegentlich erbeuteten Insekten oder anderen Tieren. Die Hauptnahrungsquelle stellen für die Kolonien allerdings Samen dar, die zumeist von Gräsern der Umgebung eingesammelt werden und in unterirdischen Nahrungslagern (bis zu 2 m tief) als Vorrat gespeichert werden können. Vertreter dieser Gattung zählen daher zu den sog. Ernteameisen. Das Zermahlen der harten Samenschalen wird bei den meisten Pogonomyrmex-Arten durch das Vorhandensein starker Mandibel-Muskeln erleichtert, die ihnen einen charakteristischen, bulligen Kopf geben.

## Giftigkeit
Arbeiterinnen und Königinnen besitzen einen Stachel, der mehrmals verwendet werden kann und auch die menschliche Haut durchstoßen kann. Männchen sind stachellos.
Der Stich der Vertreterinnen der meisten Pogonomyrmex-Arten ist für Menschen schmerzhaft. Die Art Pogonomyrmex maricopa zählt zu den Arten mit der am niedrigsten jemals an Mäusen gemessenen letalen Dosis eines Insektengiftes, mit einem LD50Wert von 0,12 mg/kg.
Die Stärke des Giftes dient möglicherweise der Verteidigung der unterirdischen Samenvorräte vor Wüstenmäusen. Echsen der Gattung Phrynosoma sind allerdings immun gegen das Gift und einer der Haupt-Fressfeinde.
Das Gift von einigen Pogonomyrmex-Arten wurde von manchen Indianern Nordamerikas als halluzinogenes, d. h. die Wahrnehmung veränderndes Mittel genutzt.

## Intrakoloniale Verwandtschaft
Das Paarungsverhalten der monogynen nordamerikanischen P. sensu stricto-Arten wurde gut von Bert Hölldobler in den 1970er-Jahren untersucht. Es finden sich bei P. sensu stricto-Arten für eusoziale Hymenopteren ungewöhnlich hohe Paarungshäufigkeiten der Königinnen, welche dazu führen sollten, dass die Nachkommen einer Königin innerhalb einer Kolonie mehrere Väter und damit untereinander einen niedrigen Verwandtschaftsgrad besitzen (s. auch: Verwandtenselektion).
Für Pogonomyrmex occidentalis konnten diese hohen Paarungshäufigkeiten der Königinnen von Blaine J. Cole und Diane C. Wiernasz erstmals im Jahr 1999 auch mittels genetischem Fingerabdruck nachgewiesen werden. Seitdem konnte Mehrfachpaarung auch bei vielen anderen sensu stricto Arten genetisch nachgewiesen werden (u. a. für P. badius, P. barbatus, P. rugosus). Cole und Wiernasz zeigten für P. occidentalis zudem, dass die durch die Mehrfachpaarung der Königinnen resultierende niedrigere Verwandtschaft unter den Nestgenossinnen mit einem schnelleren Wachstum der gesamten Kolonie korreliert. Mögliche Erklärung der beiden Wissenschaftler: die niedrigere intrakoloniale Verwandtschaft bewirkt eine höhere genetische Variabilität, welche wiederum bei Pogonomyrmex (a) eine bessere Parasitenabwehr oder (b) eine effizientere Arbeitsleistung der gesamten Kolonie ermöglicht.
Eine Mehrfachpaarung wurde bisher nur für die Vertreter der Untergattung sensu stricto nachgewiesen, für die Untergattung Ephebomyrmex hingegen bisher nicht. Dennoch scheint auch in Ephebomyrmex-Arten die genetische Variabilität der Kolonien erhöht zu sein, da mehrere Königinnen Eier legen können (funktionelle Polygynie).